# Palaeospheniscus bergi
Palaeospheniscus bergi är en utdöd fågel i familjen pingviner inom ordningen pingvinfåglar. Den beskrevs 1891 utifrån fossila lämningar från miocen funna i Argentina.